# Märzili
Märzili (azerbajdzjanska: Mərzili; armeniska: Մարզիլի: Marzili; tidigare ryska: Марзили: Marzili) är en ort i Azerbajdzjan som ligger i distriktet Ağdam, i den centrala delen av landet, 250 km väster om huvudstaden Baku. Märzili är numera en ruinstad sedan invasionen under det första Nagorno-Karabach-kriget i juli 1993.

## Historik
Under den tidiga sovjetperioden 1933 var Märzili en del av Aghdam-distriktet i Azerbajdzjan SSR och hade 2 221 invånare.
1981 hade staden 3 400 invånare, vars huvudsakliga yrken var vinodling, jordbruk, djurhållning och silkesproduktion.
Märzili blev en ruinstad efter att den invaderades under det första Nagorno-Karabach-kriget i juli 1993. Konflikten i Nagorno-Karabach är en territoriell konflikt mellan Armenien och Azerbajdzjan som har pågått under olika perioder sedan slutet av 1980-talet. Efter krigets slut och undertecknandet av vapenstilleståndet 1994 befann sig Märzili under kontroll av Armenien men förblev en ruinstad. Märzili återlämnades till Azerbajdzjan den 20 november 2020 efter andra Nagorno-Karabach-krigets slut.